# We Sink
«We Sink» es una canción de la banda de synthpop escocesa Chvrches, de su primer álbum, The Bones of What You Believe. Fue lanzado como el quinto sencillo oficial del álbum el 21 de marzo de 2014 a través de Virgin Records y Goodbye Records.

## Descripción
Inicialmente, «We Sink» estaba interpretada por Martin Doherty, actuando en una de las primeras grabaciones de la banda en la BBC Radio 1. La canción recibió buenas críticas por parte de la prensa musical, en especial por el The A.V. Club. La canción obtuvo notoriedad después de formar parte del soundtrack de FIFA 14, razón por la cual fue lanzada como sencillo independiente en los Estados Unidos.

## Lista de canciones
Todas las canciones escritas y compuestas por Chvrches. 
| N.º | Título    | Duración |  |
| 1.  | «We Sink» | 3:33     |  |